# 感応道交
感応道交（かんのうどうこう）とは、仏と人間の気持ち、また教える者と教えられる者の気持ちが通じ合うこと。衆生の機根と仏の応化が相互に通じて融合することをいう。広義では、身近な人と分かり合うことを指していう場合もあるが、本来は師匠と弟子などといった立場の違いがある。
「感」は衆生が仏菩薩の救済しようとする心を感じること、「応」は仏菩薩がさとりをもとめる衆生の願いに応ずることを意味する。「道交」とは衆生と仏菩薩の心が行き交い、共鳴することを表す。「菩提」とは仏の悟りのことで、「発菩提心」は、求道者がその悟りに後押しされて、自ら悟りを求める心を起こすこと。何かに触れて心を動かし、何かをやろうと決心する。似たような言葉に「啐啄同時」がある。ヒナが殻を突き破る（啐）時に、親鳥も口ばしで殻をつつき（啄）、ヒナが孵るのを手伝うことから、師匠と弟子が感応道交し通じ合うことを指す。